# 三角数
三角数（さんかくすう、英: triangular number）とは、多角数の一種で、点を正三角形の形に並べていったときの点の総数のことである。n番目の三角数は 1 から n までの自然数の和に等しい。

## 定義と例
一辺に n 個の正三角形となるように点を等間隔に並べたときの点の総数は1 から n までの自然数の和に等しくなり、
{\displaystyle 1+2+3+\cdots +n={\frac {n(n+1)}{2}}\quad (n\geqq 1).}
と表される。
これを n番目の三角数といい、Tn で表す。三角数は無数にあり、最小のものは 1 である。
例えば 10 は一辺に点を4個並べたときに該当するので三角数の一つである。
| 1 |  | 3         |  | 6                     |  | 10                                    |  | 15                                                        |  | 21                                                                                |
| - |  | --------- |  | --------------------- |  | ------------------------------------- |  | --------------------------------------------------------- |  | --------------------------------------------------------------------------------- |
| ● |  | ○ · ● · ● |  | ○ · ○ · ○ · ● · ● · ● |  | ○ · ○ · ○ · ○ · ○ · ○ · ● · ● · ● · ● |  | ○ · ○ · ○ · ○ · ○ · ○ · ○ · ○ · ○ · ○ · ● · ● · ● · ● · ● |  | ○ · ○ · ○ · ○ · ○ · ○ · ○ · ○ · ○ · ○ · ○ · ○ · ○ · ○ · ○ · ● · ● · ● · ● · ● · ● |

特に三角数 10 (= 1 + 2 + 3 + 4) はピタゴラス（学派）にとって「完全なる数」として大事な数とされた。
{\displaystyle T_{n}=1+2+3+\cdots +n={\frac {n(n+1)}{2}}\quad (n\geqq 1).}
において、T0 = 0 と定義すると n = 0 のときも成り立つ。この式は下図のように、n番目の三角数を灰色の点の三角形と赤色の点の三角形でそれぞれ表し、2つの三角形を組み合わせると、高さ n, 底辺 n + 1 の長方形になり、その長方形の面積の半分として得ることができる。
| 2     |  | 6                     |  | 12                                            |  | 20                                                                            |  | 30 |  | 42 |
| ----- |  | --------------------- |  | --------------------------------------------- |  | ----------------------------------------------------------------------------- |  | --- |  | --- |
| ● · ○ |  | ● · ○ · ○ · ● · ● · ○ |  | ● · ○ · ○ · ○ · ● · ● · ○ · ○ · ● · ● · ● · ○ |  | ● · ○ · ○ · ○ · ○ · ● · ● · ○ · ○ · ○ · ● · ● · ● · ○ · ○ · ● · ● · ● · ● · ○ |  | ● · ○ · ○ · ○ · ○ · ○ · ● · ● · ○ · ○ · ○ · ○ · ● · ● · ● · ○ · ○ · ○ · ● · ● · ● · ● · ○ · ○ · ● · ● · ● · ● · ● · ○ |  | ● · ○ · ○ · ○ · ○ · ○ · ○ · ● · ● · ○ · ○ · ○ · ○ · ○ · ● · ● · ● · ○ · ○ · ○ · ○ · ● · ● · ● · ● · ○ · ○ · ○ · ● · ● · ● · ● · ● · ○ · ○ · ● · ● · ● · ● · ● · ● · ○ |

三角数の列は次のようになる。
 1, 3, 6, 10, 15, 21, 28, 36, 45, 55, 66, 78, 91, 105, 120, 136, 153, 171, 190, 210, 231, 253, 276,  300, 325, 351, 378, 406, 435, 465, 496, 528, 561, 595, 630, 666, 703, 741, 780, 820, …（オンライン整数列大辞典の数列 A217）

## 類似の関係
三角数を2倍した数を矩形数（くけいすう）という。矩形数とは、行数（横に延びた列の数）と列数（縦に延びた列の数）の差が 1 である長方形の形に点を並べていったときの、点の総数のことである。すなわち、連続する2整数の積である。矩形とは長方形のことで、長方形数ということもある。
- n番目の矩形数は、n番目までの正の偶数の総和に等しい：{\displaystyle \textstyle \sum \limits _{k=1}^{n}2k=n(n+1)}

三角数と同様に四角数（しかくすう）も定義される。これは、点を正方形の形に並べていったときの点の総数のことである。これは平方数に等しい。
- n番目の四角数は、n番目までの正の奇数の総和に等しい：{\displaystyle \textstyle \sum \limits _{k=1}^{n}(2k-1)=n^{2}}
- 連続する2つの三角数の和は平方数（四角数）である：Tn−1 + Tn = n2

これを、Tn−1 を灰色の点、Tn を赤色の点で表すと下図のようになる。
| 1 |  | 4             |  | 9                                 |  | 16                                                            |  | 25                                                                                                |  | 36 |
| - |  | ------------- |  | --------------------------------- |  | ------------------------------------------------------------- |  | ------------------------------------------------------------------------------------------------- |  | --- |
| ● |  | ● · ○ · ● · ● |  | ● · ○ · ○ · ● · ● · ○ · ● · ● · ● |  | ● · ○ · ○ · ○ · ● · ● · ○ · ○ · ● · ● · ● · ○ · ● · ● · ● · ● |  | ● · ○ · ○ · ○ · ○ · ● · ● · ○ · ○ · ○ · ● · ● · ● · ○ · ○ · ● · ● · ● · ● · ○ · ● · ● · ● · ● · ● |  | ● · ○ · ○ · ○ · ○ · ○ · ● · ● · ○ · ○ · ○ · ○ · ● · ● · ● · ○ · ○ · ○ · ● · ● · ● · ● · ○ · ○ · ● · ● · ● · ● · ● · ○ · ● · ● · ● · ● · ● · ● |
- n 番目の四角数 n2 と n 番目の矩形数 n(n + 1) の和は 2n 番目の三角数 n(2n + 1) に等しい。

## 各種の性質
- 三角数は組合せ記号で表すことができる：Tn = n+1C2
- n（≥ 2）チームの総当たりのリーグ戦における全試合の回数は Tn−1 に等しい。
- 三角数は 3 で割り切れるか、もしくは 9 で割ると 1 余る数のどちらかである。
- 三角数に 9 を掛けて 1 を足した数もまた三角数である。
- 自然数の n までの立方和は Tn2 に等しい：{\displaystyle \textstyle \sum \limits _{k=1}^{n}k^{3}=\left\{{\dfrac {n(n+1)}{2}}\right\}^{2}}
- 三角数の逆数和は 2 に収束する。これは矩形数の逆数和 1 の 2 倍である：

{\displaystyle \textstyle \sum \limits _{n=1}^{\infty }{\dfrac {1}{\frac {n(n+1)}{2}}}=2\sum \limits _{n=1}^{\infty }\left({\dfrac {1}{n}}-{\dfrac {1}{n+1}}\right)=2}
この部分分数分解から、三角数の逆数を 1 個、 2 個、 4 個、 ・・2 の n（≥ 0) 乗個、・・ずつ順に加えてゆくと初項 1, 公比 1/2 の無限等比数列になることが導かれる。
{\displaystyle {\frac {1}{1}}=1}
{\displaystyle {\frac {1}{3}}+{\frac {1}{6}}={\frac {1}{2}}}
{\displaystyle {\frac {1}{10}}+{\frac {1}{15}}+{\frac {1}{21}}+{\frac {1}{28}}={\frac {1}{4}}}
…
- 三角数の漸化式として

Ta+b = Ta + Tb + ab や Tab = TaTb + Ta−1Tb−1 などが挙げられる。
- 回文数である三角数は 55, 66, 666 だけであると考えられている。
- あらゆる自然数は高々3つの三角数の和で表すことができる、という定理がある。これは、ガウスによって1796年（彼の日誌によれば7月10日）に証明された。この定理は全ての自然数が高々n個のn角数の和で表すことができるというフェルマーの多角数定理の中に含まれている。
- 偶数の完全数はメルセンヌ素数番目の三角数でもある。
- 平方数でもある三角数は平方三角数と呼ばれ、無数にある。1, 36, 1225, …（オンライン整数列大辞典の数列 A001110）
- フィボナッチ数である三角数は 1, 3, 21, 55（オンライン整数列大辞典の数列 A039595）
- 五角数である三角数は 1, 210, 40755, 7906276, …（オンライン整数列大辞典の数列 A014979）
- 楔数である三角数は 66, 78, 105, 190, 231, 406, 435, 465, 561, 595, …（オンライン整数列大辞典の数列 A128896）
- ハーシャッド数である三角数は 1, 3, 6, 10, 21, 36, 45, 120, 153, 171, 190, 210, 300, …（オンライン整数列大辞典の数列 A076713）
- 等比三項の和 r0 + r1 + r2 で表せる三角数は 3, 21, 91, 703, …（オンライン整数列大辞典の数列 A069017）（00 が定義できないので 1 は除外した。)
- 1/3T3n−1 は全て五角数であり、T2n−1 は全て六角数である。また六角数は全て三角数でもある。
- 中心つき多角数 n は、三角数に n をかけて、 1 を加えた値になっている。

- {\displaystyle 1+2=3}

{\displaystyle 4+5+6=7+8}
{\displaystyle 9+10+11+12=13+14+15}
…
と無限に続く足し算の等式はタルタリアの三角形と呼ばれる。上から n 段目の等式の値は n 番目の三角数の 2n + 1 倍である。1段目から n 段目までの総和は、1から n までの立方和（n 番目の三角数の自乗）の 1 + 2/n 倍であり、連続三角数の積である。
- {\displaystyle 3^{2}+4^{2}=5^{2}}

{\displaystyle 10^{2}+11^{2}+12^{2}=13^{2}+14^{2}}
{\displaystyle 21^{2}+22^{2}+23^{2}+24^{2}=25^{2}+26^{2}+27^{2}}
…
と無限に続く自乗和の等式も同じ名で呼ばれる。上から n 段目の等式は 2n 番目の（六角数でない）三角数から 2n + 1 個の連続数の自乗項を左辺で n + 1 個、右辺で n 個足したものである。中央は n 番目の三角数の4倍の自乗である。等式の値は1から n までの立方和の 16(n + 1/2) 倍と n 番目の四角錐数の和に等しい。
- {\displaystyle 1^{2}+1*3=2^{2}}

{\displaystyle 6^{2}+7^{2}+6*10=8^{2}+9^{2}}
{\displaystyle 15^{2}+16^{2}+17^{2}+15*21=18^{2}+19^{2}+20^{2}}
…
上記のように自乗和の三角形から漏れた数にも、足し算の三角形と興味深い関係がある。即ち 2n - 1 番目の三角数（n 番目の六角数）から 2n 個の連続数の n 個ずつの自乗和の差は、足し算の三角形の1段目から 2n - 1 段目までの総和に等しく、連続三角数の積である。例えば 62 + 72 と 82 + 92 の差60は足し算の三角形の1段目から3段目までの総和に等しく、 6 × 10 である。また、自乗和の三角形の順序を入れ換えると、次のように別の連続三角数の積が現れる。n 段目の積は足し算の三角形の1段目から 2n 段目までの総和に等しく、足し算と自乗和の三角形の n 段目の中央数の和に等しい。例えば2段目の 10 × 15 は足し算の三角形の1段目から4段目までの総和に等しく、6 + 122 である。
- {\displaystyle 3^{2}+5^{2}=4^{2}+3*6}

{\displaystyle 10^{2}+12^{2}+14^{2}=11^{2}+13^{2}+10*15}
{\displaystyle 21^{2}+23^{2}+25^{2}+27^{2}=22^{2}+24^{2}+26^{2}+21*28}
…

## 三角数の判定
与えられた自然数 N が三角数であるには、{\displaystyle {\sqrt {8N+1}}} が整数であることが必要十分である。また
{\displaystyle n={\frac {{\sqrt {8N+1}}-1}{2}}}
で与えられる n は N が n 番目の三角数を表している。この式は n についての二次方程式 Tn = N の解である。
ゼロ以外の三角数の数字根は 1, 3, 6, 9 のいずれかである。したがって、与えられた自然数  の数字根を計算してこれらでなければ N は三角数ではない。
5で割った余りが2または4であることは、三角数でないことを示すに十分である。

## 三角数の一般次元への拡張
点を配置する空間の次元を 3 にして、点を正四面体（三角錐）状に配置したとき、その総数を三角錐数（四面体数）という。第 n 三角錐数は、第 1 三角数から第 n 三角数までの総和であるが、その値を N とおくと {\displaystyle N={\frac {n(n+1)(n+2)}{6}}} と書くことができる。また、同様に三角錐数の総和として、4次元空間での「三角数」（一般的に「単体数」という）五胞体数を定義することができる。以下、一般次元の空間（ここでは r 次元）まで概念の拡張を行ったとき、第 n 番目の単体数 Tr(n) は
{\displaystyle T_{r}(n)=\textstyle \prod \limits _{k=1}^{r}\displaystyle \left(1+{\frac {n-1}{k}}\right)={\frac {n(n+1)\cdots (n+r-1)}{r!}}={\binom {n+r-1}{r}}={}_{n+r-1}{\rm {C}}_{r}}
となる。

パスカルの三角形

パスカルの三角形における数列は左上（または右上）にある列から順に:
- モナド（単数）の数列　1, 1, 1, 1, 1, 1, 1, 1, 1, …, n-1C0 or n-1Cn-1, …
- 自然数の数列 1, 2, 3, 4, 5, 6, 7, 8, 9, …, nC1 or nCn-1, …
- 三角数の数列 1, 3, 6, 10, 15, 21, 28, 36, 45, …, n+1C2 or n+1Cn-1, …
- 三角錐数の数列 1, 4, 10, 20, 35, 56, 84, 120, 165, …, n+2C3 or n+2Cn-1, …
- 五胞体数の数列 1, 5, 15, 35, 70, 126, 210, 330, 495, …, n+3C4 or n+3Cn-1, …

となっている。左上（または右上）にある数列はその1つ右下（または左下）の数列の階差数列である。